# Kom och blås!
Kom och blås! (originaltitel: On Our Merry Way) är en amerikansk komedifilm från 1948 med bland andra Paulette Goddard, Burgess Meredith, James Stewart och Henry Fonda i rollerna. Filmen regisserades av totalt fyra personer, Leslie Fenton, King Vidor, John Huston och George Stevens.

## Handling
Oliver Pease (Burgess Meredith) får mod av sin fru (Paulette Goddard) att se till att få dagens uppdrag på tidningen. Men uppdraget, att fråga folk om ett barn nånsin förändrat deras liv, leder in till en mängd konstiga historier.

## Rollista (i urval)
- Paulette Goddard – Martha Pease
- Burgess Meredith – Oliver M. Pease
- James Stewart – Slim
- Henry Fonda – Lank Solsky
- Harry James – Harry James
- Dorothy Lamour – Gloria Manners
- Victor Moore – Ashton Carrington
- Fred MacMurray – Al